# Pangrapta lunulata
Pangrapta lunulata är en fjärilsart som beskrevs av Stertz 1915. Pangrapta lunulata ingår i släktet Pangrapta och familjen nattflyn. Inga underarter finns listade i Catalogue of Life.